# おちゃめな魔女サブリナ
『おちゃめな魔女サブリナ』（おちゃめなまじょサブリナ、原題：Sabrina: The Animated Series）は、アメリカ合衆国のテレビアニメ。原作はアーチー・コミック（Archie Comics）の漫画作品「魔女サブリナ 」である。1999年9月11日から2000年2月26日までABC放送で放送され、UPN、ディズニー・チャンネル、トゥーン・ディズニーでも放送された。日本でもディズニー・チャンネルでかつて放送されたことがあり、2014年から再び放送が開始された。全65話。

## 登場人物

### メインキャラ
サブリナ・スペルマン（Sabrina Spellman）
声 - エミリー・ハート / 日本語吹替 - 小島幸子
主人公。金色の長髮で、魔女の血を引く心優しい12歳の女の子。「スプーキー・ジャー」という名の魔法の壺によって与えられる不思議な魔法の力で、毎回騒動を起こす。
ハービー（Harvey）
声 - ビル・スチュアート / 日本語吹替 - 阪口大助
サブリナと仲の良い男の子。なぜか、しばしばジェムに誘われる。
ジェム・ストーン（Gem Stone）
声 - チャンタル・ストランド / 日本語吹替 - 新井里美
サブリナのライバル。ハービーに熱を上げている。立ち位置は『サブリナ』のリビー・チェスラーに近い。
セーレム（Salem）
声 - ニック・ベケイ / 日本語吹替 - 花輪英司
サブリナの家族が飼っていた言葉を喋る一匹の黒猫。
クロエ・フラン（Chloe Flan）
声 - クリー・サマー
サブリナの親友で、彼女の正体も知っている。
ゼルダ・スペルマン（Zelda Spellman）
声 - メリッサ・ジョーン・ハート / 日本語吹替 - よのひかり
眼鏡をかけた魔女で、サブリナと暮らしている叔母。サブリナの身世を知る。ヒルダの姉。
ヒルダ・スペルマン（Hilda Spellman）
声 - メリッサ・ジョーン・ハート
魔女で、サブリナと暮らしている叔母。ゼルダの双子の妹だが、髪型は全く異なる。
姉妹ともに600年近く生きているが、その割には魔力はあまり芳しくなくサブリナに毛が生えた程度の能力しかない。
クイグリー
サブリナの叔父だが人間であり、魔力は皆無。上記の魔女姉妹＆サブリナと同居している。

### サブキャラ
サブリナのママ
第12話で初登場。元・魔女だが、引退して現在は考古学者としてエジプトで活躍中。ちなみにサブリナのママもおばあちゃんも、少女だった頃には彼女と同じく「サブリナ」と名乗っていた。
パイ
サブリナのクラスメイトの1人。男の子だが襟元までの髪型はヒルダに似ている。また帽子＆前髪のために目が隠れている。
ノーマ
サブリナの幼馴染の、赤毛の女の子。第3話で彼女と6年ぶりに再会した。髪型は特徴的で、上側と左右を結っている。鼻詰まりの持病がある。

## サブタイトル一覧
英 / 日の順だが日本語サブタイトルは字幕形式では表示されない。
| No. | 邦題                             | 原題                                            |
| --- | -------------------------------- | ----------------------------------------------- |
| 1   | スリムボディ作戦 大失敗          | SHRINK TO FIT                                   |
| 2   | 恐怖のチャリンコ・レース         | BOY MEETS BIKE                                  |
| 3   | めざせ！チア・リーダー           | THE IMPORTANCE OF BEING NORMA                   |
| 4   | セーレム、宇宙へ行く             | YOU SAID A MOUSE-FUL                            |
| 5   | 魔女のクツでシャル・ウィ・ダンス | BOOGIE SHOES                                    |
| 6   | セレブになったサブリナ           | WITCH SWITCH                                    |
| 7   | 大人になりたい                   | ANYWHERE BUT HERE                               |
| 8   | 不明                             | NOTHIN' SAYS LOVIN' LIKE SOMETHING FROM A COVEN |
| 9   | なかよしになる魔法               | I've Got Blue Babe                              |
| 10  | 熱闘 クラス委員選挙              | WAG THE WITCH                                   |
| 11  | 恐怖のコレクター                 | THE MOST DANGEROUS WITCH                        |
| 12  | 学園ナンバー・ワンの生徒はだれ？ | PICTURE PERFECT                                 |
| 13  | おじさんの家出                   | HAS ANYBODY SEEN MY QUIGLEY                     |
| 14  | ハービーはスケボー・スター       | EXTREME HARVEY                                  |
| 15  | 私がジュリエット！               | STAGE FRIGHT                                    |
| 16  |                                  | Anywhere But Here                               |
| 17  |                                  | Once Upon A Whine                               |
| 18  |                                  | Field Trippin'                                  |
| 19  |                                  | Witchy Grrrls                                   |
| 20  |                                  | My Stepmother the Babe                          |
| 21  |                                  | Documagicary                                    |
| 22  | ケンカ好きなグランパとグランマ   | The Grandparent Trap                            |
| 23  | さかさまケーキパニック！         | Upside Down Town                                |
| 24  | 超能力少年パイ                   | Paranormal Pi                                   |
| 25  | トラブル トラブル タイムトラベル | This Is Your Nine Lives                         |
| 26  | ヒーローになったサブリナ         | No Time To Be A Hero                            |
| 27  | 負けるなサブリナ！ 魔女キャンプ  | Absence of Malissa                              |
| 28  | 恋に落ちたセーレム               | Tail of Two Kitties                             |
| 29  | エイリアンへのメッセージ         | The Hex Files                                   |
| 30  | 犬たちの反乱                     | Planet of the Dogs                              |
| 31  | 魔女はしかで大騒ぎ！             | Witchitis                                       |
| 32  | 怪力ゴジラ ハービー              | Saturday Night Furor                            |
| 33  | ジェムがおうちにやって来た！     | Stone Broke                                     |
| 34  | クイズリーのロマンチック・ナイト | Saturday Night Furor                            |
| 35  | ショック ショック 大ショック！   | What Becomes of The Broken Hearted?             |
| 36  | 魔界からの転校生                 | Hex-Change Students                             |
| 37  | カンフースターの正体             | Feats of Clay                                   |
| 38  | セーレムのライバル登場           | Salem's Plot                                    |
| 39  | ローマのふたり                   | When In Rome                                    |
| 40  |                                  | Send In The Clones                              |
| 41  |                                  | Scare Apparent                                  |
| 42  |                                  | Driver Ed                                       |
| 43  |                                  | Molar Molar                                     |
| 44  |                                  | You've Got a Friend                             |
| 45  |                                  | Generation Zap                                  |
| 46  |                                  | Field of Screams                                |
| 47  |                                  | The Bat Pack                                    |
| 48  |                                  | Enchanted Vacation                              |
| 49  |                                  | Moldy Oldie                                     |
| 50  |                                  | Witchery Science Theatre                        |
| 51  |                                  | Strange New World                               |
| 52  |                                  | Xabrina, Warrior Witch                          |
| 53  |                                  | Hexcalibur                                      |
| 54  |                                  | Straight Outta Paris                            |
| 55  |                                  | Board & Sorcery                                 |
| 56  |                                  | La Femme Sabrina                                |
| 57  |                                  | Brina Baby                                      |
| 58  |                                  | Key to My Heart                                 |
| 59  |                                  | Witchmas Carole                                 |
| 60  |                                  | Fish Schtick                                    |
| 61  |                                  | Generation Hex                                  |
| 62  |                                  | Truth or Scare                                  |
| 63  |                                  | Key to My Heart                                 |
| 64  |                                  | Working Witches                                 |
| 65  |                                  | Wiccan of the Sea                               |

## 関連作品
- 『かわいい魔女サブリナ』（Sabrina the Teenage Witch） - 1970年のフィルメーション版TVアニメ。
- 『サブリナ』（Sabrina） - 1996年のテレビドラマ。